# Gescal
La Gescal (acronimo di Gestione case per i lavoratori) era un fondo destinato alla costruzione e all'assegnazione di case ai lavoratori, nato dalla trasformazione del piano INA-Casa.

## Storia
Era disciplinato dalla legge 14 febbraio 1963, n. 60 e nel 1973 venne soppresso, e ai sensi dell'art. 128 del Decreto del presidente della Repubblica 9 ottobre 1990, n. 309 200 miliardi di fondi ex Gescal furono riservati al finanziamento delle strutture di recupero per combattere l'emergenza droga, offrendo la possibilità di finanziamento a tre categorie pubbliche e una privata di soggetti beneficiari.
Ad oggi tutti i condomini recanti denominazione "Gescal" risultano essere stati riscattati, essendosi autonomamente costituiti condomini ed avendo pienamente assunto dignità condominiale. Spesso tali condomini sono circondati da parchi di notevole estensione, minuziosamente curati.

## Descrizione
Il principio di funzionamento di Gescal era quello di costruire case per i lavoratori con contributi provenienti dai lavoratori stessi, dalle imprese ed in parte da finanziamenti governativi. Era un fondo destinato alla costruzione ed alla assegnazione di case ai lavoratori e loro famiglie. Veniva costituito con trattenuta di contributi aziendali e dei lavoratori e furono soppressi, per la quota a carico dei lavoratori (0,35 per cento) dal primo gennaio 1996 e per la quota versata dalle aziende (ridotta allo 0,35 per cento) dal 31 dicembre 1998. I fondi GESCAL sono stati aboliti nominalmente, ma, in realtà, continuano ad essere prelevati sotto voci di imposta "contenitore" che accorpano parecchie voci "solitarie" del passato.
La Gescal aveva due organismi dirigenti: il consiglio d'amministrazione, con ampi poteri, e il 'comitato centrale'. Il consiglio d'amministrazione era dominato dai democristiani (presidente era Aldo Quartulli e direttore generale era Mauro Bubbico, capogruppo DC del consiglio comunale di Roma), il comitato centrale da esponenti socialisti.

### Attività
Nell'attività della Gescal vi erano quattro tipi di progetti:
- finanziamento per lavoratori dipendenti
- finanziamento di aziende pubbliche o private che costruiscono abitazioni per i propri dipendenti
- finanziamento delle cooperative
- mutui a singoli privati

Il finanziamento derivava dai prelievi effettuati direttamente sulle retribuzioni di dipendenti pubblici e privati, comprensive di contingenza, pari allo 0,35%, mentre le imprese dovevano versare lo 0,70%.

## Critiche sulla gestione dei fondi
Fin dalla sua nascita, la polemica più ricorrente fu l'utilizzo di fondi per la costruzione di case popolari assegnate ai lavoratori autonomi, anche se questi non versavano nessun contributo. Fino al 1994 il fondo, che allora, secondo una ricerca Eurispes, contava 21.000 miliardi di lire complessivi, tutti assegnati, era stato utilizzato dalle Regioni, in favore di IACP e Comuni, solo in parte, esattamente per il 63,4%. Ma con la sentenza 424 del 1995 la Corte Costituzionale aveva stabilito che "non solo gli storni dei fondi sono incostituzionali", ma dovevano essere anche rivisti i criteri di assegnazione degli alloggi da parte dei comuni visto il "legame inscindibile" stabilito dalla Consulta tra "contributori e beneficiari". Nel caso della Gescal a pagare erano infatti i lavoratori dipendenti ma a beneficiarne erano tutti i cittadini.